# Exilații otomani din timpul Primului Război Mondial
Exilații din Malta  (în limba turcă: Malta sürgünleri) (martie 1919 - octombrie 1920) reprezintă un termen generic prin care sunt numiți politicieni, ofițeri de rang superior, administratori și intelectuali din Imperiul Otoman care au fost trimiși în exil în Malta după semnarea Armistițiului de la Mudros în timpul ocupației Constantinopolului de către forțele Aliaților. Exilații din Malta au fost închiși în închisori britanice după ce mai mulți oficiali ai Comitetului Unității și Progresului în așteptarea unor viitoare procese intentate lor de un tribunal internațional. 
Acești politicieni, generali și intelectuali otomani au fost preluați din închisori din Constantinopol și au fost transferați în Malta, unde au rămas închiși timp de aproape trei ani. În tot acest timp, s-au făcut cercetări în arhivele din Constantinopol, Londra, Paris și Washington pentru găsirea unor dovezi care să permită trimiterea lor în judecată. Cooperarea sultanului a fost considerată o condiție necesară îndulcirii termenilor tratatului de pace și pentru evitarea dezmembrării teritoriale a Imperiului Otoman. 
Turcia era controlată în acea perioadă de două guverne aflate în compețiție interenă pentru autoritatea asupra țării – cel de la Ankara al naționaliștilor și cel de la Constantinopol al sultanului. Atitudinile celor două executive față de punerea sub acuzație a diferiților responsabili a diferit în mare măsură. Marele vizir Damad Ferid Pașa (4 martie - 2 octombrie 1919 și 5 aprilie - 21 octombrie 1920) a sprijinit punerea sub acuzație a guvernului marelui vizir Ahmed Riza Pașa (2 octombrie 1919 - 2 martie 1920), dar a nu a pus în discuție situația criminalilor de război decât în mod superficial. Punerea sub acuzație a diferiților înalți responsabili otomani a fost folosită din plin de reprezentanții Uniunii Liberale pentru eliminarea de pe scena politică a rivalilor din Comitetul Unității și Progresului.
Guvernul de la Ankara  s-a opus cu putere punerii sub acuzație a criminalilor de război. Mustafa Kemal a adus în discuție soarta exilaților deținuți în Malta la Congresul de la Sivas de pe 4 septembrie 1919 spunând că în cazul în care deținuții otomani ar fi executați, îndiferent dacă pedeapsa capitală era dusă la îndeplinire de aliați sau la ordinul guvernului de la Constantinopol, toți prizonierii britanici deținuți de revoluționarii turci ar trebui la rândul lor executați. Începând cu februarie 1921, toți deținuții au fost eliberați de Curtea marțială din Constantinopol fără a fi puși măcar sub acuzare.  

## Arestările
Primul exilat a fost Ali İhsan Pașa, cel care a condus armatele otomane în campania victorioasă din Irak. Ali İhsan Pașa a fost învinuit că a organizat masacrarea soldaților creștini neînarmați din armata otomană cât și a civililor creștini din regiunea graniței otomano-iranieien (lacul Urmia). Ordonanța sa l-a urmat în exil în mod voluntar. Amândoi au plecat în exil pe 29 martie 1919. 
Pe 28 martie a avut loc un raid masiv pentru arestarea a 30 de persoane care urmau să fie exilați. Printre cei căutați s-a aflat și Mustafa Kemal Pașa.
Pe două iunie 1919 au fost arestați membrii Consiliului din Kars (Kars Șurası). Printre cei 11 exilați s-au aflat 8 turci, (printre ei președintele Cihangirzade Ibrahim Bey, doi greci și un rus. 
Pe 21 septembrie 1919, 12 personalități marcante ale celei de-a doua perioade constituționale au fost la rândul lor exilate. Printre exilați s-au aflat marele vizir Said Halim Pașa, fratele lui Abbas Halim Pașa și ideologul și scriitorul Ziya Gökalp.

## Motivația arestărilor
Cele 145 de persoane arestate și exilate proveneu din diferite medii și se dorea punerea lor sub acuzare pentru motive foarte diferite. Unele dintre ordinele de arestare au privit persoane care nu se aflau sub controlul autorităților aliate. 
Unele dintre arestări au avut o legătură directă cu politica britanică a anilor 1918–1920  care viza câștigarea unei poziții dominante în Caucaz. Pentru atingerea acestui obiectiv, armata britanică trebuia să ocupe punctele de interes strategic, iar Armata a 9-a otomană trebuia să fie dezarmată,  emobilizată, iar funcționarii civili și militari trebuiau îndepărtați din posturile lor. Britanicii au arestat pentru aceasta ofițeri superiori ai Armatei a 9-a (Yakup Sevki Subası, Mehmet Rıfat, Mürsel Bakû) și  politicieni ai Consiliului din Kars. 

### Arestări din rândul guvernului
Comitetul Unității și Progresului a fost partidul guvernamental în timpul războiului. O serie de mebrii ai acestora au fost arestați. 

### Dinastia Otomană
Doi membri ai Divanului otoman, care erau înrudiți cu sultanul au fost la rândul lor arestați. 

### Consiliul din Kars
Membrii Consiliului din Kars (Kars Surası), cei care fondaseră Guvernul național provizoriu al caucazului de Sud-Vest (Cenubî Garbî Kafkas Hükümet-i Cumhuriyesi) după plecarea trupelor otomane din Kars odată cu semnarea Armistițiului de la Mudros, au fost la rândul lor arestați. După ocuparea Karsului de către trupele britanice, această formațiune politico-statală, care a avut o existență efemeră, în mai multe stadii și sub denumiri diferite, a fost suprimată brusc în aprilie 1919 de către ocupanți, iar membrii săi de frunte au fost arestați, timiși la Constantinopol și mai apoi în Malta. Regiunea Kars a fost mai apoi transferată  sub controlul Armeniei. 

### Rezistența
Mișcarea Națională Turcă a reprezentat cea mai mare  amenințare pentru administrația aliată din Turcia. Aliații au emis mandate de arestare pentru 30 de revoluționari, printre ei aflându-se Mustafa Kemal Pașa și Yunus Nadi Abalıoğlu. Aceștia au fost acuzați pentru participarea la Genocidul Armean, dar acuzațiile nu au dus decât la creșterea sprijinului popular de care se bucura Atatürk.     
„Societatea Santinela” a fost o organizație de rezistență împotriva ocupației militare străine. Cei mai mulți membri ai Societății erau sau au devenit în scurtă vreme membri ai Mișcării Naționale Turce, deși la începuturile ei, Santinela era mai apropiată de pozițiile sultanului decât ale naționaliștilor. 

### Mișcarea Khilafat
Khilafat movement (1919-1924) a fost o campanie politică lansată în principal de musulmanii din India Britanică care încerca să influențeze poziția guvernului britanic în favoarea Imperiului Otoman.
Maulana Mehmud Hasan a fost arestat în Makkah când britanicii au obținut primele informații despre mișcare. Maulana Mehmud Hasan a stat în închisoare pentru mai mult de trei ani și a fost eliberat în 1920. 

## Urmări
Exilații s-au reîntors în Turcia în mai multe faze în perioada 1921–1922.